# Alfons Gerstl
Alfons Gerstl (* 4. November 1920 in Unteriglbach; † 18. November 2011 in Vilshofen) war ein deutscher Politiker (SPD).

## Leben
Gerstl, Sohn eines Müllers und Sägers, wuchs auf dem großelterlichen Bauernhof in Girching auf und besuchte die Volksschule in Künzing. 1937 zog er mit seinen Eltern nach Regensburg. Ab 1937 ließ er sich in Abendkursen weiterbilden, in dieser Zeit arbeitete er auch als Hoteldiener sowie Hilfs- und Fabrikarbeiter. Später war er auch Fabrikangestellter, bis er zu Beginn des Zweiten Weltkrieges in die Wehrmacht einberufen und an der Westfront eingesetzt wurde. Im August 1945 befand er in sich Norddeutschland in britischer Kriegsgefangenschaft, flüchtete aber aus dieser. 1946 wechselte er in den Eisenbahndienst, wo er zunächst als Strecken- und Güterbodenarbeiter arbeitete, danach einige Prüfungen ablegte und schließlich Beamter des mittleren Dienstes war, dort vor allem Aufsichtsbeamter und Fahrdienstleiter. 1948 wurde er Vorsitzender des Personalrats und des Ortskartells des DGB, Mitglied im Bezirksvorstand der GdED sowie des Bezirksausschusses des Bundesbahnsozialwerks, dort war er auch Hauptvertreter.
Gerstl wurde 1960 erstmals in den Stadtrat sowie den Kreisrat von Vilshofen gewählt. Im März 1965 folgte die Wahl zum damals noch ehrenamtlichen Bürgermeister der Kreisstadt. Bereits 1962 zog er in den Bayerischen Landtag ein. Im September 1972 legte er sein Mandat nieder, nachdem er erneut zum ersten Bürgermeister von Vilshofen gewählt wurde, nunmehr aber hauptamtlich. Sein Nachrücker im Landtag war Fritz Weber. Das Amt des Bürgermeisters übte Gerstl noch bis 1978 aus. Bis 1984 gehörte er dem Kreisrat des neugebildeten Landkreises Passau an. 1993 wurde er zum Altbürgermeister von Vilshofen ernannt, 1995 zum Ehrenbürger.

## Auszeichnungen
- Willy-Brandt-Medaille
- Georg-von-Vollmar-Medaille